# Ugo I di Vermandois
Ugo I di Vermandois il Grande (1057 – Tarso, 18 ottobre 1101) fu conte di Vermandois e di Valois dal 1085 alla sua morte.

## Origine
Ugo detto il Grande, secondo l'Actus 10 del Hugonis Floriacensis, Liber qui Modernorum Regum Francorum continet era il figlio terzogenito del re di Francia, Enrico I, e di Anna di Kiev, che era figlia di Jaroslav I il Saggio sovrano della Rus' di Kiev.
Enrico I di Francia, come ci conferma l'Actus 9 del Hugonis Floriacensis, Liber qui Modernorum Regum Francorum continet, era il figlio maschio secondogenito del re di Francia e duca di Borgogna, Roberto II e della sua terza moglie, Costanza d'Arles, che ancora secondo Hugonis Floriacensis, Liber qui Modernorum Regum Francorum continet Actus 9, era figlia del conte d'Avignone, conte di Provenza e marchese di Provenza, Guglielmo I e di Adelaide d'Angiò (947 - 1026), figlia del Conte d'Angiò e poi, conte di Nantes e duca di Bretagna, Folco II (sempre secondo Hugonis Floriacensis, Liber qui Modernorum Regum Francorum continet Actus 9, Adelaide era la sorella del conte d'Angiò, Goffredo detto Grisegonelle, figlio di Folco II secondo la Chronica de Gesta Consulum Andegavorum, Chroniques d'Anjou) e di Gerberga (secondo lo storico Maurice Chaume era figlia del Visconte Goffredo d'Orleans).
Il cronachista Guglielmo, arcivescovo della città di Tiro, nell'odierno Libano, lo cita come fratello di re di Francia, Filippo I.

## Biografia
Dopo il 1067, Ugo, come conferma il De Genere Comitum Flandrensium, Notæ Parisienses, sposò Adelaide di Vermandois (ca. 1062 † 1122), che, sempre secondo il De Genere Comitum Flandrensium, Notæ Parisienses era figlia del Conte di Vermandois e di Valois, Erberto IV e della moglie, Adelaide del Vexin o di Valois, che secondo la Chronica Albrici Monachi Trium Fontium, era figlia di Rodolfo IV di Vexin e di Adele di Bar-sur-Aube.
Il suocero di Ugo, Erberto IV, morì nel 1080 e, nelle contee di Vermandois e di Valois, gli succedette il figlio maschio, il fratello della moglie, Adelaide, Oddone I detto l'Insensé, che secondo il De Genere Comitum Flandrensium, Notæ Parisienses era (Odoni fatuo) sciocco.
In seguito alla destituzione di suo fratello Oddone, detto l'Insensato, da conte di Vermandois e conte di Valois, sua moglie, Adelaide gli succedette, portando il titolo come dote matrimoniale a Ugo il Grande, per cui Ugo fu il capostipite della linea capetingia dei conti di Vermandois e di Valois.
Nel 1096, Ugo il Grande, si aggregò ai Crociati, che partivano per la Terra Santa, a capo del contingente francese: infatti Guglielmo di Tiro nel Caput XVII del suo Historia rerum in partibus transmarinis gestarum, lo elenca (dominus Hugo Magnus, domini Philippi Francorum regis frater) tra i personaggi più importanti che partirono per la prima crociata, tra cui, Roberto II delle Fiandre, Roberto II di Normandia (dominus Robertus, Flandrensium comes; dominus item Robertus, comes Normannorum, domini Willelmi Anglorum regis filius), Raimondo IV di Tolosa (dominus Raimundus, comes Tolosanus et Sancti Aegidii) i fratelli, Goffredo di Buglione, Baldovino e Eustachio (Godefridus, Lotharingiae dux, et cum eo fratres ejus, dominus videlicet Balduinus, et dominus Eustachius), e tanti altri.
Secondo l'Alessiade, Volume 2, Ugo, prima di giungere a Costantinopoli, inviò un messaggio all'Imperatore bizantino, Alessio I Comneno, affinché, il fratello del re di Francia fosse accolto con grandi onori; e sempre secondo  l'Alessiade, Volume 2, fu il primo crociato a raggiungere Costantinopoli, dopo aver perso quasi tutti i suoi cavalieri, a causa di una terribile tempesta, che salvò solo la nave su cui si trovava Ugo, che, presa terra a Durazzo, fu condotto a Costantinopoli, ricevuto e sovvenzionato, da Alessio I.
Dopo aver combattuto all'assedio di Nicea, alla battaglia di Dorileo e ad altri scontri minori, Ugo, con alcuni compagni ritornò a Costantinopoli; e il cronachista della Prima Crociata, Alberto, canonico e custode della chiesa di Aquisgrana, nel suo HISTORIA HIEROSOLYMITANAE EXPEDITIONIS, narra che l'Imperatore bizantino, Alessio I Comneno, fece incarcerare Ugo il Grande ed altri Franchi e che li liberò, dopo l'intervento di altri Crociati.
Ugo si comportà valorosamente ad Antiochia.
Dopo la presa di Antiochia, dove si guadagnò il soprannome di "Grande", i turchi Danishmendidi giunsero a loro volta ad assediare la città conquistata dai Crociati e Ugo il Grande, fu inviato a Costantinopoli, per chiedere aiuti ad Alessio I, ma avendo ottenuto un rifiuto, non fece più ritorno ad Antiochia e, nel 1098, ritornò in Francia, senza aver assolto il suo votum crucis.
La presa di Gerusalemme lo coprì di vergogna e, per riparare al suo atteggiamento fedifrago, Ugo il Grande, nel 1101 organizzò un esercito, con Guglielmo IX d'Aquitania, Oddone I di Borgogna (che assieme ad Ugo non aveva adempiuto al voto di partecipare alla crociata), e Guelfo di Baviera. Questo esercito, che si era reso colpevole di saccheggi attraversando il territorio bizantino, giunto a Costantinopoli, si divise in due colonne; secondo lo storico britannico e noto medievalista e bizantinista, Steven Runciman,  la colonna di Ugo, venne attaccato e distrutto in un'imboscata da Qilij Arslan, dove Ugo venne ferito, i sopravvissuti raggiunsero Tarso, in Cilicia, dove Ugo di Vermandois, il 18 agosto, morì per le ferite riportate. Anche la Chronique de Robert de Torigni, abbé du Mont-Saint-Michel riporta la morte di Ugo a Tarso (Mortuus est et Hugo Magnus apud Tarsum) e ci conferma che a Ugo succedette il figlio maschio primogenito, Rodolfo (successi ei Rodulfus filius ejus), come Rodolfo I.

## Discendenza
Ugo da Adelaide ebbe nove figli:
- Matilde (Mahaut o Maud o Mathilde), (1080- dopo il 1130), sposata nel 1090 a Rodolfo I di Beaugency (1068 † 1113), come conferma la Genealogiæ Scriptoris Fusniacensis[17]
- Beatrice (1082-dopo 1144), sposata a Ugo III di Gournay[6]
- Rodolfo (1085-14 ottobre 1152)Conte di Vermandois e di Valois[17]
- Elisabetta o Isabella (1085-1131), sposata a Roberto di Beaumont[17], poi a Guglielmo di Warenne, II conte di Surrey, come conferma la Historiae Normannorum scriptores antiqui[18];
- Costanza (1086-?), sposata a Goffredo della Ferté-Gaucher[17]
- Agnese (1090-1125), sposata a Bonifacio di Savona[17]
- Enrico (1091-1130), signore di Chaumont-en-Vexin[17], ucciso in una battaglia con Tommaso di Marle;
- Simone (1093-10 febbraio 1148), vescovo di Noyon[17];
- Guglielmo, (ca. 1094-ca. 1096) (forse Guglielmo di Vermandois, sposato a Isabella, figlia illegittima del re Luigi VI di Francia)

## Ascendenza
|                       |                    |                         | Genitori                   |  |  | Nonni |  |  | Bisnonni   |  |  | Trisnonni     |  |
|                       |                    |                         |                            |  |  |       |  |  | Ugo Capeto |  |  | Ugo il Grande |  |
|                       |                    |                         |                            |  |  |       |  |  | Ugo Capeto |  |  | Ugo il Grande |  |
|                       |                    | Edvige di Sassonia      |                            |  |  |       |  |  | Ugo Capeto |  |  |               |  |
| Roberto II di Francia |                    |                         |                            |  |  |       |  |  | Ugo Capeto |  |  |               |  |
|                       |                    | Adelaide d'Aquitania    | Guglielmo III di Aquitania |  |  |       |  |  |            |  |  |               |  |
|                       |                    | Adelaide d'Aquitania    | Guglielmo III di Aquitania |  |  |       |  |  |            |  |  |               |  |
|                       |                    | Adelaide d'Aquitania    | Adèle de Normandie         |  |  |       |  |  |            |  |  |               |  |
| Enrico I di Francia   |                    | Adelaide d'Aquitania    |                            |  |  |       |  |  |            |  |  |               |  |
|                       |                    | Guglielmo I di Provenza | Bosone II di Provenza      |  |  |       |  |  |            |  |  |               |  |
|                       |                    | Guglielmo I di Provenza | Bosone II di Provenza      |  |  |       |  |  |            |  |  |               |  |
|                       |                    | Guglielmo I di Provenza | Costanza di Provenza       |  |  |       |  |  |            |  |  |               |  |
| Costanza d'Arles      |                    | Guglielmo I di Provenza |                            |  |  |       |  |  |            |  |  |               |  |
|                       |                    | Adelaide d'Angiò        | Folco II d'Angiò           |  |  |       |  |  |            |  |  |               |  |
|                       |                    | Adelaide d'Angiò        | Folco II d'Angiò           |  |  |       |  |  |            |  |  |               |  |
|                       |                    | Adelaide d'Angiò        | Gerberga                   |  |  |       |  |  |            |  |  |               |  |
| Ugo I di Vermandois   |                    | Adelaide d'Angiò        |                            |  |  |       |  |  |            |  |  |               |  |
|                       | Vladimir I di Kiev | Svjatoslav I di Kiev    |                            |  |  |       |  |  |            |  |  |               |  |
|                       | Vladimir I di Kiev | Svjatoslav I di Kiev    |                            |  |  |       |  |  |            |  |  |               |  |
|                       | Vladimir I di Kiev | Maluša                  |                            |  |  |       |  |  |            |  |  |               |  |
| Jaroslav I di Kiev    | Vladimir I di Kiev |                         |                            |  |  |       |  |  |            |  |  |               |  |
|                       |                    | Rogneda di Polack       | Rogvolod di Polack         |  |  |       |  |  |            |  |  |               |  |
|                       |                    | Rogneda di Polack       | Rogvolod di Polack         |  |  |       |  |  |            |  |  |               |  |
|                       |                    | Rogneda di Polack       | …                          |  |  |       |  |  |            |  |  |               |  |
| Anna di Kiev          |                    | Rogneda di Polack       |                            |  |  |       |  |  |            |  |  |               |  |
|                       |                    | Olof III di Svezia      | Eric il Vittorioso         |  |  |       |  |  |            |  |  |               |  |
|                       |                    | Olof III di Svezia      | Eric il Vittorioso         |  |  |       |  |  |            |  |  |               |  |
|                       |                    | Olof III di Svezia      | Sigrid la Superba          |  |  |       |  |  |            |  |  |               |  |
| Ingegerd Olofsdotter  |                    | Olof III di Svezia      |                            |  |  |       |  |  |            |  |  |               |  |
|                       |                    | Estrid degli Obotriti   | …                          |  |  |       |  |  |            |  |  |               |  |
|                       |                    | Estrid degli Obotriti   | …                          |  |  |       |  |  |            |  |  |               |  |
|                       |                    | Estrid degli Obotriti   | …                          |  |  |       |  |  |            |  |  |               |  |
|                       |                    | Estrid degli Obotriti   |                            |  |  |       |  |  |            |  |  |               |  |

### Fonti primarie
- (LA)  Monumenta Germaniae Historica, Scriptores, tomus IX.
- (LA)  Monumenta Germaniae Historica, Scriptores, tomus XIII.
- (LA)  Monumenta Germaniae Historica, Scriptores, tomus XXIII.
- (LA)  Acta Sanctorum, September, tomus VIII.
- (LA)  Historia rerum in partibus transmarinis gestarum, libro I.
- (LA)  HISTORIA HIEROSOLYMITANAE EXPEDITIONIS, libro II.
- (LA)  Chronique de Robert de Torigni, abbé du Mont-Saint-Michel.
- (LA)  Chroniques des comtes d'Anjou.
- (LA)  Historiæ Normannorum Scriptores Antiqui.
- (IT)  l'Alessiade, Volume 2.

### Letteratura storiografica
- Louis Halphen, La Francia nell'XI secolo, in «Storia del mondo medievale»,cap. XXIV, vol. II, 1999, pp. 770–806
- Christian Settipani, La Préhistoire des Capétiens (Nouvelle histoire généalogique de l'auguste maison de France, vol. 1), éd. Patrick van Kerrebrouck, 1993